# Autostrada A30 (Włochy)
Autostrada A30 (Autostrada Caserta - Salerno) – autostrada w południowych Włoszech w rejonie aglomeracji Neapolu. Arteria łączy rejon miasta Caserta – na północ od Neapolu - z Salerno. Trasa omija Neapol od wschodu i stanowi naturalny ciąg obwodowy i łącznik między Autostradą Słońca, a prowadzącą do Reggio di Calabria trasą A3. Operatorem A30 jest Autostrade per l’Italia.